# Afrikaanse kampioenschappen wielrennen 2018 – Wegwedstrijd mannen junioren
De zesde editie van de wegwedstrijd voor mannen junioren op de Afrikaanse kampioenschappen wielrennen werd gehouden op 17 februari 2018. De 25 deelnemers moesten een parcours van 72 kilometer in en rond Kigali afleggen. De Eritreeër Biniyam Ghirmay volgde de Algerijn Hamza Mansouri op als winnaar.

## Uitslag
| Plaats | Naam                      | Tijd     |
| ------ | ------------------------- | -------- |
| Goud   | Biniyam Ghirmay           | 1u56'43" |
| Zilver | Tomas Goytom              | z.t.     |
| Brons  | Hager Andemaryam          | + 2'59"  |
| 4      | Adriano Azor              | + 3'15"  |
| 5      | Natan Medhanie            | z.t.     |
| 6      | Alex Miller               | + 3'49"  |
| 7      | Saber Belmoukhtar         | z.t.     |
| 8      | Loick Tshiyana Kamena     | + 3'51"  |
| 9      | Barnabé Gahemba           | + 3'58"  |
| 10     | Ryan Terry                | + 4'00"  |
| 11     | Eric Habimana             | z.t.     |
| 12     | Filmon Mana Tekie         | + 4'03"  |
| 13     | Aïssa Nadji Lebsir        | + 4'06"  |
| 14     | Schalk van der Merwe      | + 4'48"  |
| 15     | Aymen Merdj               | + 4'53"  |
| 16     | Mohamed Cherif Noura      | + 5'08"  |
| 17     | Jean Claude Nzafashwanayo | + 5'21"  |
| 18     | Denus Rupert Oredy        | + 5'28"  |
| 19     | Yves Nkurunziza           | + 5'33"  |
| 20     | Charl du Plooy            | + 5'37"  |

 Aziatische kampioenschappen (tijdrit · wegwedstrijd) · 
 Afrikaanse kampioenschappen (tijdrit · wegwedstrijd) · 
 Oceanische kampioenschappen (tijdrit · wegwedstrijd) · 
 Gent-Wevelgem/Grote Prijs A. Noyelle-Ieper · 
 Le Pavé de Roubaix · 
 Vredeskoers · 
 Trophée Centre Morbihan · 
 Ronde van Vaud · 
 Trofeo Karlsberg · 
 Grote Prijs Général Patton · 
 Europese kampioenschappen (tijdrit · wegwedstrijd) · 
 Ronde van Abitibi